# Love in the Shadows (chanson de Neil Sedaka)
Pour les articles homonymes, voir Love in the Shadows.
Singles de Neil Sedaka
Breaking Up Is Hard to Do (version de 1975)
(1975) Steppin' Out
(1976)
Love in the Shadows est une chanson du chanteur américain Neil Sedaka, parue sur son album Steppin' Out et sortie en single en avril 1976.
La chanson est devenue un succès international en 1976, atteignant la 16e place du Billboard Hot 100 américain et est restée deux semaines à la quatrième place du classement Billboard Adult Contemporary. La chanson a également été un succès au Canada, se rapprochant des meilleures positions dans les classements américains à la fois dans le palmarès Pop Singles (no 18 pendant deux semaines) ainsi que sur le palmarès Adult Contemporary (no 6).
La station de radio chicagolaise WLS (en), qui a beaucoup diffusé la chanson, a classé Love in the Shadows comme la 88e chanson le plus populaire de 1976. Elle a atteint la 8e place lors de leur enquête du 26 juin 1976

## Liste des chansons
| 1. | Love in the Shadows                | 3:18 |
| 2. | (Baby) Don't Let It Mess Your Mind | 5:46 |

| 1. | Love in the Shadows | 3:21 |
| 2. | Nana's Song         | 2:47 |

| 1. | Love in the Shadows        | 3:15 |
| 2. | Love Will Keep Us Together | 3:37 |

| 1. | Love in the Shadows    |  |
| 2. | No. 1 With A Heartache |  |

## Classements
| Classement (1976)               | Meilleure position |
| ------------------------------- | ------------------ |
| Canada (RPM Top Singles)        | 18                 |
| Canada (RPM Adult Contemporary) | 6                  |
| États-Unis (Hot 100)            | 16                 |
| États-Unis (Adult Contemporary) | 4                  |
| États-Unis (Cash Box Top 100)   | 17                 |
| Nouvelle-Zélande (RMNZ)         | 20                 |

| Classement (1976)             | Position |
| ----------------------------- | -------- |
| Canada (RPM Top Singles)      | 148      |
| États-Unis (Billboard Hot 100 | 124      |